# Speirops
A Speirops a madarak osztályának verébalakúak (Passeriformes) rendjébe és a Pápaszemesmadár-félék (Zosteropidae) családjába tartozó nem.

## Rendszerezés
A nembe az alábbi 4 faj tartozik:
- kameruni ősposzáta (Speirops melanocephalus)
- feketesapkás ősposzáta (Speirops lugubris)
- barna ősposzáta (Speirops brunneus)
- ezüst ősposzáta (Speirops leucophoeuss)